# Jurkowka (Dagestan)
Jurkowka (ros. Юрковка) – wieś w Rosji, w Dagestanie, w rejonie tarumowskim. W 2010 liczyła 1527 mieszkańców, głównie Awarów.